# Villanueva de Teba
Villanueva de Teba község Spanyolországban, Burgos tartományban. Villanueva de Teba Pancorbo, Santa María Ribarredonda és Miraveche községekkel határos. Lakosainak száma 42 fő (2024).

## Népesség
A település népessége az utóbbi években az alábbiak szerint változott:
| Lakosok száma | 73   | 57   | 55   | 49   | 48   | 46   | 48   | 43   | 39   | 42   |
|               | 2001 | 2004 | 2006 | 2009 | 2011 | 2014 | 2016 | 2019 | 2021 | 2024 |